# Elizabeth Porter Gould
Elizabeth Porter Gould (ur. 8 czerwca 1848 w Manchester-by-the-Sea, zm. 28 lipca 1906) – amerykańska poetka, eseistka, biografistka, edytorka i sufrażystka.
Urodziła się w mieście Manchester-by-the-Sea w stanie Massachusetts 8 czerwca 1848. Jej rodzicami byli John Averell Gould i Elizabeth Cheever Leach Gould. Dalekim przodkiem autorki był nauczyciel Ezekiel Cheever. Wydała tomy wierszy Stray Pebbles from the Shores of Thought (1892) i One’s Self I Sing, and Other Poems (1904). Oprócz tego opublikowała wybór z dzieła Walta Whitmana Gems from Walt Whitman (1889) i monografię Anne Gilchrist and Walt Whitman (1900).